# Mesyatsia imanishii
Mesyatsia imanishii är en bäcksländeart som först beskrevs av Uéno 1929.  Mesyatsia imanishii ingår i släktet Mesyatsia och familjen vingbandbäcksländor. Inga underarter finns listade i Catalogue of Life.